# 鮮于仲皓
鮮于 仲皓（ソヌ・ジュンホ、朝鮮語: 선우중호、1940年11月28日 - ）は、大韓民国の土木工学者、教授。
本貫は太原鮮于氏。父は法曹であり国会事務総長を務めた鮮于宗源。

## 経歴
1940年11月28日、日本統治時代の朝鮮で京城府（現・ソウル特別市）に生まれた。京畿高等学校を経て、ソウル大学校土木工学科を卒業後渡加しサスカチュワン大学大学院水文学工学科で修士を取得、1973年にコロラド州立大学大学院水文学工学科で博士を取得した。1996年2月12日から1998年8月31日まで第21代ソウル大学校総長、2000年12月4日から2004年12月3日まで第6代明知大学校総長を務めた。1986年にはソウル大学校教授を務めており、専門家として北朝鮮の金剛山ダム建設についての見解を述べている1人である。2008年6月4日から2012年6月3日まで第5代光州科学技術院総長を務めた。

## 学歴
- 京畿高等学校 卒業
- ソウル大学校 土木工学科 卒業
- サスカチュワン大学 大学院 水文学工学科 工学修士 卒業
- コロラド州立大学 大学院 水文学工学科 工学博士 卒業

### 名誉博士学位
- コロラド州立大学 名誉理学博士
- ハルビン師範大学 名誉教育学博士